# Phyllophaga ferrugata
Phyllophaga ferrugata är en skalbaggsart som beskrevs av Moser 1918. Phyllophaga ferrugata ingår i släktet Phyllophaga och familjen Melolonthidae. Inga underarter finns listade i Catalogue of Life.